# Hanuszowski Potoczek
Hanuszowski Potoczek (Hanuszowski) – potok, prawy dopływ Kacwinianki.
Potok wypływa na wysokości około 700 m w leju źródliskowym między grzbietami Serwońca (787m) i Hajszyny (731 m) na Zamagurzu. Spływa w kierunku północno-zachodnim między grzbietami tych szczytów. Napotykając Majową Górę (741 m), opływa ją, zmieniając kierunek na zachodni. W pobliżu górnego końca zabudowań Kacwina uchodzi do Kacwinianki na wysokości około 575 m.
Hanuszowski Potoczek ma długość około 1,4 km. Tylko górna jego część to obszary porośnięte lasem, większa część jego biegu to należące do Kacwina niezabudowane obszary pól uprawnych.